# Pater Pál
Pater Pál (Paul Pater, Ménhárd, Szepes vármegye, 1656. - Gdańsk, Lengyelország, 1724. december 7.) evangélikus gimnáziumi tanár.

## Élete
1680-ban a téli félévre iratkozott be a jenai egyetemre. Az ellenreformáció idején vallása miatt hazájában számüzetvén, 1689-től 1705-ig Thornban volt gimnáziumi rektor, azután a matematika tanára az akadémiai gimnáziumban Danzigban. Elsősorban csillagászati tanulmányok készített.

## Művei
- Den an den Bach über grünenden Wald bey Hochfeyerlicher Ver-Ehlichung, Desz Edlen, Ferdinand Buhwälders,... Handels-Manns allhier, Mit der Edlen... Jungfer Hedvig geborner Goldbachin, Welche den 14 Tag desz Monats Novembris dieses 1679. Jahres in... Breszlau vollzogen wurde betrachtet... Breszlau.
- De Germaniae Miraculo Optimo, Maximo, Typis literarum, Earvmque Differentiis, Dissertatio... Lipsiae, 1710.

Ezen két év közé eső 68 munkáját sorolja még fel Hellebrant, melyek mind külföldön jelentek meg és hazánkat nem érintik.